# إنريكي خاردييل بونثلا
إنريكي خاردييل بونثلا (بالإسبانية: Enrique Jardiel Poncela)، كاتب ومؤلف مسرحي إسباني بارز، وُلد في مدريد في 15 أكتوبر 1901. ارتبط اسمه بمسرح العبث، إذ ابتعد عن الفكاهة التقليدية واتجه إلى أسلوب يتسم بالثقافة واللامنطقية وعدم التصديق، متجاوزًا بذلك الأعراف المألوفة في المسرح الإسباني آنذاك. وقد جعله هذا الاتجاه عرضة لانتقادات كثيرة من النقاد في عصره، نظرًا لأن فكاهته كانت تُثير مشاعر من يملكون حساسية عالية، وتفتح المجال أمام سيل من الاحتمالات الهزلية التي كثيرًا ما أُسيء فهمها.
بالإضافة إلى ذلك، واجه بونثلا مشكلات متكررة مع الرقابة التي فرضها نظام الديكتاتور فرانثيسكو فرانكو. وعلى الرغم من مرور الوقت وتغير الظروف، لم يُثنه ذلك عن تطوير أسلوبه والاستمرار في تقديم أعماله؛ فقد أنجز أيضًا عددًا من الأفلام المستندة إلى أعماله الأدبية.
توفي بونثلا في 18 فبراير 1952 بعد معاناة مع مرض السرطان، عن عمر ناهز الخمسين عامًا.

## روابط خارجية
- إنريكي خاردييل بونثلا على موقع IMDb (الإنجليزية)
- إنريكي خاردييل بونثلا على موقع ميوزك برينز (الإنجليزية)